# Kuničky
Kuničky (in tedesco Kunitschek) è un comune della Repubblica Ceca facente parte del distretto di Blansko, in Moravia Meridionale.